# Syntomopus incisus
Syntomopus incisus är en stekelart som beskrevs av Thomson 1878. Syntomopus incisus ingår i släktet Syntomopus och familjen puppglanssteklar.
Artens utbredningsområde är:
- Tjeckien.
- Slovakien.
- Tyskland.
- Ungern.
- Italien.
- Kazakstan.
- Nederländerna.
- Spanien.
- Sverige.
- Turkiet.

Arten är reproducerande i Sverige. Inga underarter finns listade i Catalogue of Life.